# Shiho Tanaka (bádminton)
Shiho Tanaka –en japonés, 田中志穂, Tanaka Shiho– (5 de septiembre de 1992) es una deportista japonesa que compite en bádminton. Ganó una medalla de bronce en el Campeonato Mundial de Bádminton de 2018, en la prueba de dobles.

## Palmarés internacional
| Campeonato Mundial | Campeonato Mundial | Campeonato Mundial | Campeonato Mundial |
| Año                | Lugar              | Medalla            | Prueba             |
| ------------------ | ------------------ | ------------------ | ------------------ |
| 2018               | Nankín (China)     | Medalla de bronce  | Dobles             |